# Monochaetum bonplandii
Monochaetum bonplandii är en tvåhjärtbladig växtart som först beskrevs av Carl Sigismund Kunth, och fick sitt nu gällande namn av Charles Victor Naudin. Monochaetum bonplandii ingår i släktet Monochaetum och familjen Melastomataceae. Inga underarter finns listade i Catalogue of Life.